# Paolo Barlera
Paolo Barlera (* 8. September 1982 in Monrovia, Liberia; † 17. Dezember 2009 in Bologna) war ein italienischer Basketballspieler. Bei einer Körpergröße von 2,16 m wurde er auf der Position des Centers eingesetzt.
Barlera galt als größtes italienisches Talent seiner Generation auf der Center-Position. Bei der U18-Europameisterschaft 2000 führte er die italienische Nationalmannschaft als ihr bester Scorer und Rebounder ins Halbfinale. Im November desselben Jahres wurde jedoch bei ihm Leukämie diagnostiziert. In der Saison 2001/2002 bestritt er dennoch regelmäßig Kurzeinsätze für Virtus Bologna in der Serie A sowie der Euroleague. Am 14. Juni 2002, bei einem Testspiel gegen Griechenland, stand Barlera erstmals im Kader der A-Nationalmannschaft. Er wechselte daraufhin zu Progresso Castelmaggiore in die zweite italienische Liga und erhielt in der folgenden Saison mehr Spielzeit. Nachdem das insolvente Virtus Bologna 2003 die Lizenz von Progresso Castelmaggiore übernommen hatte, bestritt Barlera noch einige Spiele für den nun FuturVirtus genannten Verein. Obwohl er sich inzwischen einen Stammplatz in der Startformation erarbeitet hatte, folgte bald darauf ein schwerer Rückschlag im Kampf gegen seine Krankheit. 2006 kehrte er zurück und spielte zwei Jahre lang für Angelico Biella in der Serie A, zudem wurde er 2007 in einigen Testspielen der Nationalmannschaft eingesetzt. Daraufhin stand er noch ein Jahr im Kader von Virtus Bologna, ohne jedoch noch ein Punktspiel zu bestreiten. Am 17. Dezember 2009 erlag er schließlich seiner Leukämie-Erkrankung.